# Somogytúr
Somogytúr est un village et une commune du comitat de Somogy en Hongrie.

## Histoire
Depuis la fin de l'occupation ottomane jusqu'en 1918, le village fait partie de la monarchie autrichienne (empire d'Autriche), après le compromis de 1867, évidemment dans la Transleithanie, au Royaume de Hongrie.

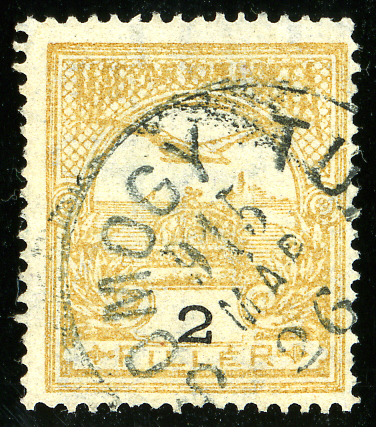
Oblitération du Royaume de Hongrie en 1915